# Hendrik Fagel (1706-1790)

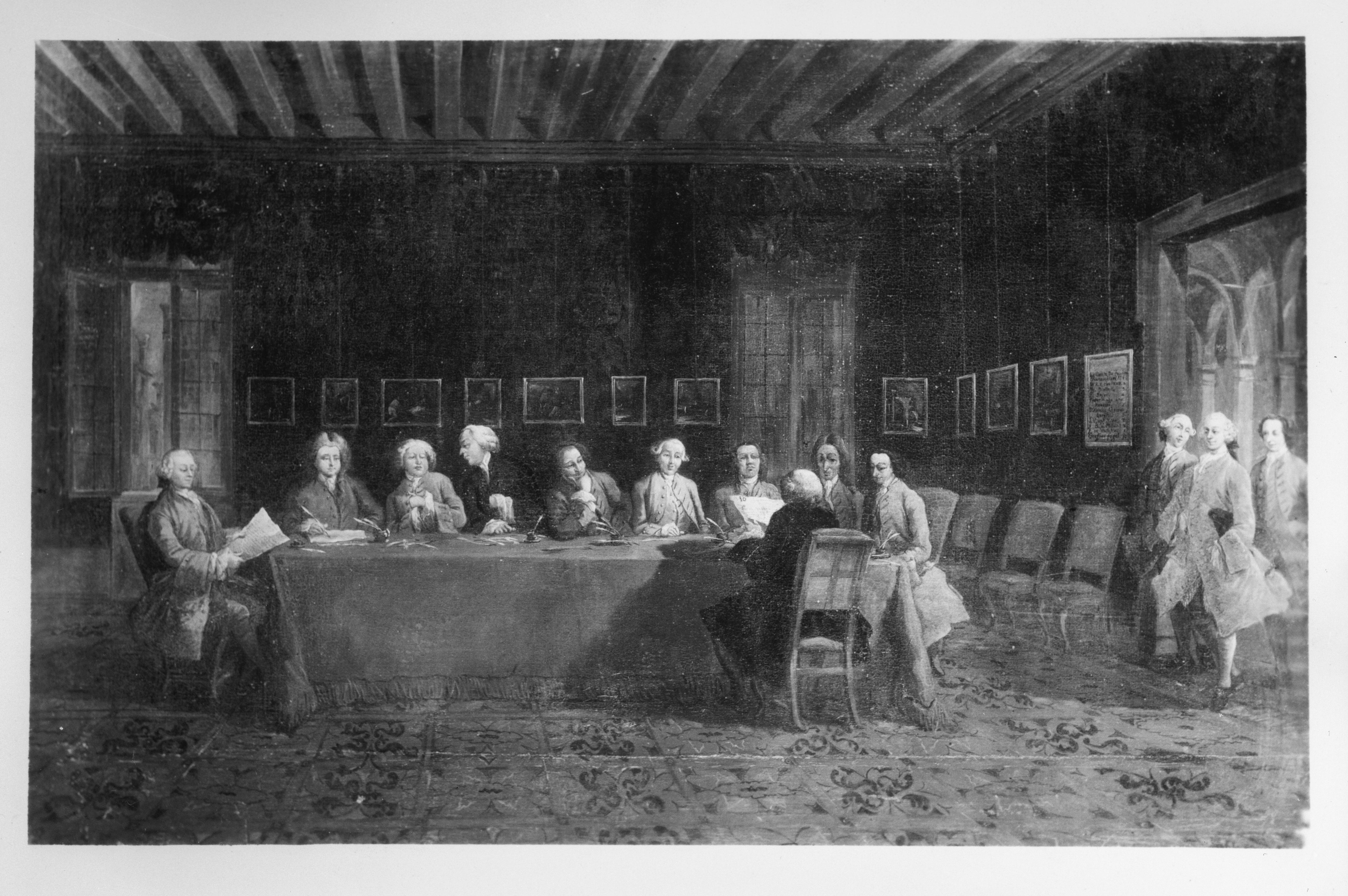
Ondertekening van een handelsverdrag met het koninkrijk Napels (1753). Van links naar rechts: Giuseppe Finocchiatti di Faulon, Walraven Robbert van Heeckeren, Willem Bentinck, Pieter Steyn, Pieter Mogge, Jan Daniel d' Ablaing, Wybrand van Itsma, August Leopold van Pallandt, Joost de Valcke. Op de rug gezien: Hendrik Fagel.

Hendrik Fagel ('s-Gravenhage, 7 december 1706 - aldaar, 19 november 1790), ook genoemd Hendrik Fagel de Oude, was jurist en griffier van de Staten-Generaal van de Nederlanden.

## Biografie
Fagel was lid van de familie Fagel en een zoon van mr. Cornelis Gerrit Fagel (1663-1746), raadsheer in het Hof van Brabant en in het Hof van Holland, en Elisabeth Dierquens (1674-1745). Hij trouwde in 1733 met Catharina Anna Sluysken (1714-1783) uit welk huwelijk vijf dochters en een zoon werden geboren.
In 1728 werd Fagel benoemd tot commies bij de Staten-Generaal, waar zijn oom François Fagel (1659-1746) griffier was. Die laatste zorgde er ook voor dat hij in 1742 benoemd werd tot tweede griffier bij de staten en toen zijn oom in 1744 aftrad volgde hij deze op als griffier. Dit ambt zou hij tot zijn overlijden in 1790 bekleden, dus 46 jaar. Vanaf 1767 werd hij in dat ambt geholpen door zijn zoon François Fagel (1740-1773), vanaf 1787 door zijn kleinzoon, Hendrik baron Fagel die hem ook na zijn overlijden in 1790 in dat ambt zou opvolgen.
Fagel gold in zijn ambt onder de Republiek als invloedrijk, maar minder indrukwekkend dan diverse voorgangers en was, als vele leden van zijn geslacht, aanhanger van het Oranjehuis. Hij heeft in belangrijke mate bijgedragen aan de totstandkoming van de Fagel-collectie, het imposante familiebezit aan boeken en drukwerken dat zich nu in het Trinity College in Dublin bevindt. Hij is bijgezet op de begraafplaats Ter Navolging in Scheveningen. Ook de laatste mannelijke telg van het geslacht Fagel, Jacob John baron Fagel, griffier der Staten van Holland, ligt daar begraven.